# علاقه (فیلم ۱۹۳۵)
علاقه (به اسپانیایی: El caballo del pueblo) یک فیلم سینمایی کمدی، موزیکال محصول سال ۱۹۳۵ آرژانتین به کارگردانی و نویسندگی مانوئل رومرو با بازی لوئیس بایون ئررا است. این یک فیلم در سبک تانگو است و اولین بار در ۱۵ اوت ۱۹۳۵ به نمایش درآمد.